# 乔·罗根
约瑟夫·詹姆斯·罗根（Joseph James Rogan，1967年8月11日—）是美国喜剧演员，播客主持人和综合格斗解说员。他还做过电视节目主持人和演员。 
1988年8月罗根在波士顿地区开始了喜剧生涯。1994年他搬到洛杉矶，与迪士尼签署了独家发展协议，参演了Hardball和NewsRadio等多个电视节目。 1997年，他开始担任终极格斗锦标赛 （UFC）的采访人和解说员。 2000年罗根发行了他的第一部喜剧特别节目。 2001年，他成为Fear Factor节目的主持人后，便暂停了喜剧事业，直到2006年节目结束后又开始表演脱口秀。 2009年，罗根开播了他的播客《乔·罗根体验》，这档节目给他带来了“名气，财富和播客超级巨星的地位”。
2024年美國總統大選前夕，Joe Rogan在社群媒體平台X上表態支持共和黨候選人川普，並鼓勵聽眾關注他與Elon Musk的訪談。